# Irati (Santa Catarina)
Irati es un municipio brasileño situado en el estado de Santa Catarina. Según el censo de 2022, tiene una población de 2069 habitantes.

## Toponimia
Se dice que el nombre es de origen tupí-guaraní y proviene de la cantidad de abejas que producen buena miel en la región.

## Historia
En 1944 comenzó la colonización de la localidad del actual municipio, con la llegada de exploradores provenientes de Río Grande del Sur y de la costa catarinense. Subordinada originalmente a Quilombo, fue elevada a municipio el 9 de enero de 1992.